# Comastoma cyananthiflorum
Comastoma cyananthiflorum är en gentianaväxtart som först beskrevs av Adrien René Franchet, och fick sitt nu gällande namn av Josef Holub. Comastoma cyananthiflorum ingår i släktet lappgentianor, och familjen gentianaväxter. Utöver nominatformen finns också underarten C. c. acutifolium.